# 吉岡バイパス
吉岡バイパス（よしおかバイパス）とは、群馬県道15号前橋伊香保線のバイパスである。

## 概要
前橋市高井町を起点とし、吉岡町大久保（宮東交差点）に通じる片側2車線の道路となっている。起点の高井町一丁目交差点からほぼ中間点に位置する大松交差点まで群馬県道161号南新井前橋線と重複する。特に大松交差点は、上毛大橋および駒寄スマートインターチェンジに接続する重要な交差点となっている（ただし、駒寄スマートインターチェンジは吉岡町道を経て接続する）。また、南新井前橋線と重複する区間は、カインズホームのスーパーセンターの1号店である前橋吉岡店が沿線に開店すると、ロードサイドショップが次々と進出し、にぎわいを見せている。
本道は高井町一丁目交差点の手前の総社町高井交差点から駒寄小学校を経由して宮東交差点に至る経路であったが、現在は群馬県道から前橋市道および吉岡町道に格下げされている。
高井町一丁目交差点からは産業道路と接続している。群馬県道6号前橋箕郷線と接続する日新電機前橋製作所前の交差点まで前橋伊香保線として扱われていることがある。

## 接続道路
- 群馬県道15号前橋伊香保線（本道）
- 群馬県道161号南新井前橋線（高井町一丁目交差点から大松交差点まで重複）
- 群馬県道6号前橋箕郷線（便宜上）